# 自由路 (嘉義市)
自由路（Ziyou Rd.）是臺灣嘉義市東西向的重要道路之一。全線不分段，東以博愛路一段為界，銜接北興陸橋；西至世賢路一段。

## 沿經行政區域
- 西區

## 車道配置
（由西至東）
- 世賢路一段－友忠路：
  - 快車道：雙向各二車道，並各設有一大客車專用道（全線禁行機慢車）
  - 慢車道：雙向各一車道
  - 設置中央綠化安全島及快慢車道綠化分隔島
- 友忠路－博愛路一段：雙向各二車道及中央綠化安全島，並各設有一機慢車道（內線禁行機慢車）

## 沿線設施
（由西至東）
- 嘉義BRT公車捷運自由友愛站（自由路與友愛路口）
- 台灣土地銀行嘉興分行（28號）